# Patricie
Patricie je ženské křestní jméno. Pochází z latinského slova patricius, „patricijský“, urozený. Jeho mužským protějškem je jméno Patrik.
Podle českého kalendáře má svátek 2. července.

## Domácké podoby
Mezi domácké podoby jména Patricie patří Paťa, Páťa, Paťka, Paťula, Paťulka nebo Paťuška, v angličtině Paty, Patsy nebo Trisha.

## Statistické údaje
Následující tabulka uvádí četnost jména v ČR a pořadí mezi ženskými jmény ve srovnání dvou roků, pro které jsou dostupné údaje MV ČR – lze z ní tedy vysledovat trend v užívání tohoto jména:
| Rok       | Četnost    | Pořadí   |
| 1999      | 1589       | 185.     |
| 2002      | 1719       | 180.     |
| Porovnání | o 130 více | o 5 lépe |

Změna procentního zastoupení tohoto jména mezi žijícími ženami v ČR (tj. procentní změna se započítáním celkového úbytku žen v ČR za sledované tři roky) je +9,0%, což svědčí o poměrně strmém nárůstu obliby tohoto jména.

## Známé nositelky jména
- Patty Andrews – americká zpěvačka a herečka
- Patricia Arquette – americká herečka
- Patricie z Connaughtu – britská šlechtična
- Patrika Darbo – americká herečka
- Patricie Fuxová – česká zpěvačka
- Patricia Heaton – americká herečka
- Patricie Holečková – česká spisovatelka
- Patricia Jones – kanadská atletka
- Patricie Kotalíková – česká lékařka a politička
- Patricie Solaříková – česká herečka